# Christoph Grienberger
Christoph Grienberger SJ (křestní jméno někdy Christophorus; příjmení ve variantách Gruemberger, Bamberga, Bamberger, Banbergiera, Gamberger, Ghambergier, Granberger, Panberger; 2. července 1561 – 11. března 1636) byl rakouský jezuitský astronom. Je po něm pojmenován kráter Gruemberger na Měsíci.

## Život
Christoph Grienberger se narodil v Hall in Tirol. Dne 20. srpna 1580 vstoupil do jezuitského řádu. V letech 1583–1584 studoval v Praze rétoriku a filozofii. Od roku 1587 byl učitelem matematiky v Olomouci. V letech 1589 až 1591 studoval teologii ve Vídni a byl učitelem matematiky ve Štýrském Hradci, kde se setkal s Johannem Keplerem. Následně v roce 1612 vystřídal svého učitele Christophera Clavia na místě profesora matematiky na Římské koleji. Profesorem Collegia Romana zůstal až do roku 1633. Mezi jeho úkoly patřila i příprava astronomicky vzdělaných mladých lidí pro jezuitskou misii v Číně (např. Johann Adam Schall von Bell, Johann Schreck či Václav Pantaleon Kirwitzer).

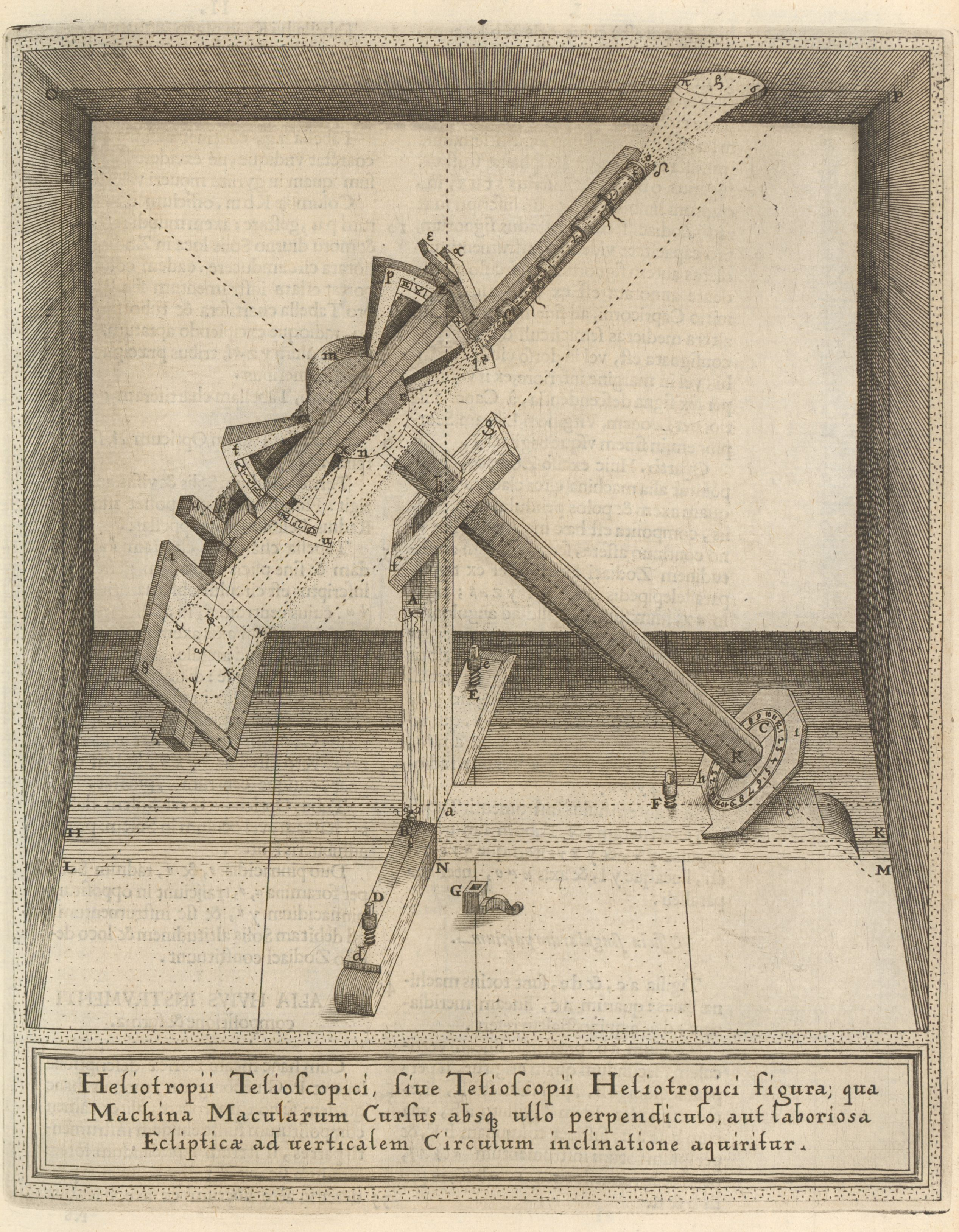
Přístroj na principu heliotropu vyvinutý Christophem Grienbergerem. Jasně rozpoznatelná je rovníková montáž, kdy jedna osa montáže je rovnoběžná se zemskou osou.

Grienberger společně se svým bratrem Christophem Scheinerem vyvinul předchůdce paralaktické neboli rovníkové montáže dalekohledu pro heliotrop pro pozorování slunečních skvrn. Společně vydávají třetí díl knihy Rosa Ursina sive Sol o planetárním systému.
Grienberger psal práce z oboru matematiky a optiky a dopisoval si s mnoha osobnostmi své doby, zejména se spolubratry. Nepatřil mezi plodné autory – za svého života bylo jeho jméno spojeno pouze s tenkým svazkem hvězdných map a sadou trigonometrických tabulek – ale zastával funkci, která mu umožňovala recenzovat a hodnotit díla mnoha jiných autorů. Jako technický cenzor všech matematických děl napsaných jezuitskými autory Grienberger často posílal autorům své vlastní opravy a výpočty, které jim doporučoval začlenit před zveřejněním jejich děl. Jeho současníci tento dluh vůči němu často veřejně uznávali. Mario Bettinus, autor Apiaria Universae Philosophiae Mathematicae, encyklopedické sbírky matematických kuriozit, zahrnuje v tomto textu následující vyznání: „Měl jsem, můj čtenáři, užitek z myšlenek a důmyslu velmi učeného a mimořádně skromného muže Grienbergera, který i když by sám objevil mnoho podivuhodných věcí, raději se vydal na cestu služby cizím vynálezům a cizí pýše“.
Giuseppe Biancani si také dopisoval s Grienbergerem, s nímž diskutoval o svých pochybnostech ohledně Galileiho tvrzení, že na Měsíci jsou hory.
Grienbergerovým nástupcem na Římské koleji byl v listopadu 1633 Athanasius Kircher SJ.

## Případ Galilei
V roce 1610 se jezuitský řád a vysocí církevní představitelé obrátili na Grienbergera, stejně jako na Clavia, Paola Lemba a Oda Van Maelcotea, další matematiky na fakultě Collegio Romano, kvůli jejich názoru na nové jevy, které Galileo objevil svým dalekohledem. V dubnu 1611 obdržel Galileo souhlasné stanovisko od jezuitských otců, včetně Grienbergera, na žádost kardinála Roberta Bellarmina, tehdejšího prokurátora inkvizice. Omezili se na čistý popis astronomických pozorování a vyhýbali se jakýmkoli konkrétním závěrům, jako např. že kvůli fázím je jisté, že Venuše obíhá kolem Slunce.
V roce 1614 vydal generální představený Claudio Acquaviva SJ pokyny členům jezuitského řádu, aby hájili názory Aristotela a drželi se geocentrického systému. Kardinál Bellarmine v dopise z 12. dubna 1615 teologovi a astronomovi Paolu Antoniu Foscarinimu napsal, že Galileo uvažoval o heliocentrickém systému Mikuláše Koperníka pouze jako o hypotéze. V roce 1616 ustanovil papež Pavel V. komisi jedenácti teologů, včetně Grienbergera, kteří měli jasné zadání, aby Galileovo heliocentrické učení popřeli jako nesmyslné. Galileo doufal v podporu svého přítele Grienbergera. Tento odborník, který měl rozhodnout, avšak zůstal zdrženlivý: Galileo měl nejprve předložit astronomické důkazy pro Koperníkovu soustavu a poté se zabývat Písmem svatým. Galileo tehdy přijal Grienbergerův názor.
Grienberger během procesu svému příteli Galileovi přiznal, že „rozpory a pochybnosti o všem, co jsem našel ve vašem poselství, byly mým vlastním pozorováním převedeny k plnému uznání", ale zároveň také, že "je těžké vzdát se názorů, které byly stanoveny po mnoho staletí a které byly potvrzeny autoritou tolika moudrých mužů...“
V dopise z 25. července 1634 Eliu Diodatimu Galileo citoval Grienbergera: „Kdyby Galileo dokázal zachovat dobrou vůli otců této koleje, žil by slavně ve světě, nevěděl by o svých neštěstích a mohl by psát podle své libosti na jakékoli téma, dokonce třeba o pohybu země atd."

## Kráter
Giovanni Battista Riccioli pojmenoval ve svém Almagestum Novum z roku 1651 jeden z kráterů v 6. oktantu (osmina od středu na jih) Gruemberger, a to ve skupině kráterů pojmenovaných po současných astronomech - Clavius, Scheiner, Blancanus, Kircher, Moretus ad.

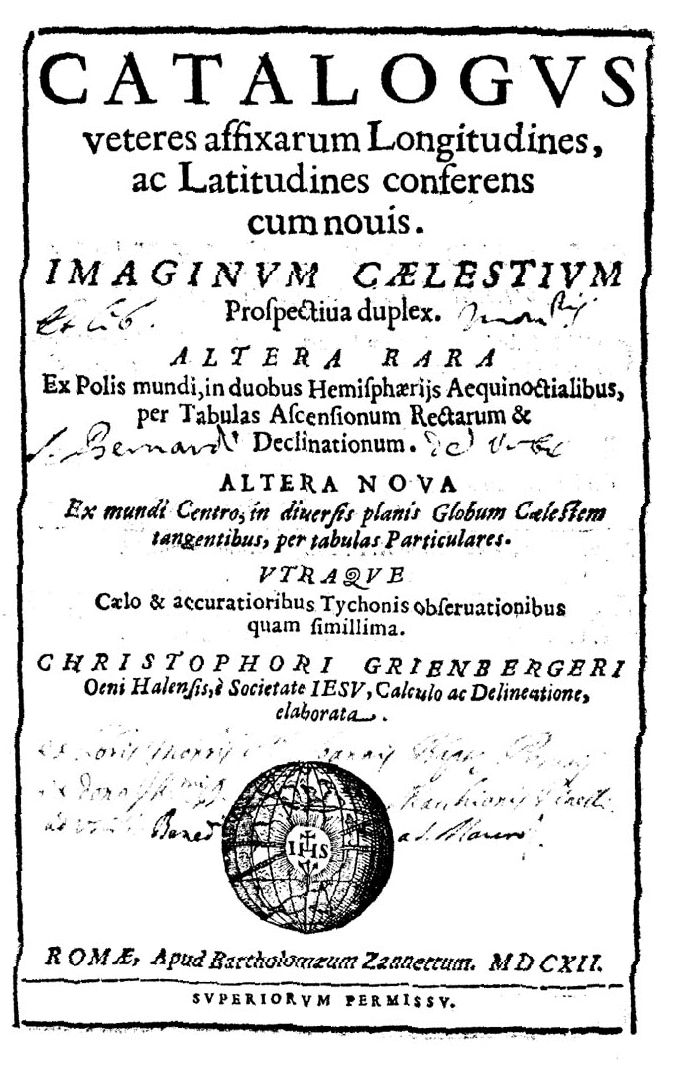
Catalogus veteres affixarum longitudines, ac latitudines conferens cum novis, 1612

## Dílo
- Catalogus veteres affixarum longitudines, ac latitudines conferens cum novis. Roma: Bartolomeo Zanetti (2.), 1612. Dostupné online. (latinsky)
- Nova imaginum caelestium prospectiva. Augsburg: Jakob Koppmayer, 1679. Dostupné online. (latinsky)
- Speculum ustorium verae ac primigenae suae formae restitutum (Rome 1613)
- Rerum mathematicarum opus (Rome 1624)
- Euclidi sex primi Elementorum Geometricum libri (Rome 1629)